# Batalla de Castiglione (1706)
La Batalla de Castiglione, en algunos textos Batalla de Medole o Batalla de Ghidizzole, fue un enfrentamiento enmarcado dentro de la Guerra de Sucesión Española que tuvo lugar el 8 de septiembre de 1706 en la población de Castiglione delle Stiviere situada en los Campos de Medole, Lombardía (Italia). Allí el ejército francés consiguió una victoria sobre el ejército imperial.  

## Antecedentes
En el verano de 1706, al terminar la primera fase de la campaña italiana en la Guerra de Sucesión Española, 20 000 soldados del Sacro Imperio Romano, comandados por Eugenio de Saboya abandonaron el Véneto y marcharon de regreso a Turín para tratar de romper el asedio que sufría la ciudad.
El 16 de agosto un segundo cuerpo imperial formado por 8000 soldados de infantería y 4000 de caballería, al mando de Federico de Hesse-Kassel, se movió de San Michele Extra y tras atravesar el río Mincio por el valle de Borghetto se apostó al sur del lago de Garda encarando a la formación hispano-francesa del conde de Médavy posicionada a la derecha del río Oglio, entre las fortalezas de Mantua y Cremona.

## Objetivos y estrategia
La poderosa vanguardia imperial, dirigida por el general Wetzel, en un solo día se había apoderado fácilmente de las pequeñas guarniciones francesas apostadas en Castel Goffredo, Medole, Guidizzolo y Cerlongo. En el vecino pueblo de Goito, de gran importancia estratégica por su puente sobre el río Mincio, la guarnición francesa se retiró el 19 de agosto después de una rápida negociación y sin llegar a abrir fuego contra los 500 mercenarios a sueldo de las Provincias Unidas de los Países Bajos y al mando de Wetzel.
Federico de Hesse-Kassel decide acampar entonces en el Campo de Medole desde donde podría fácilmente controlar el puente sobre el Goito y poner bajo asedio a la guarnición francesa superviviente compuesta por solo 500 soldados a las órdenes del general Villars, pero dotada de numerosos cañones, municiones y perfectamente guarnecida en el castillo de Castiglione delle Stiviere.
El trabajo del príncipe Federico era mantener bajo control a las tropas de Médavy impidiéndole atacar la retaguardia de Eugenio de Saboya. Tal empresa le parecía sencilla y vista la facilidad para conquistar el puente sobre el Goito el príncipe estaba convencido de la imposibilidad de que los franceses juntaran un número consistente de soldados sin desguarnecer las plazas fuertes de Mantua y Cremona. Por tanto, tan solo debía mantener esa posición en espera de la artillería pesada que había de llegarle desde Arco y necesaria para conquistar el castillo de Castiglione.
Sin embargo, la aparente sumisión inicial de los franceses no era más que una hábil estratagema del conde de Médavy, el cual había reunido en pocos días y sin apenas desguarnecer sus posiciones, un cuerpo militar de fuerza similar a la de su enemigo y además había construido un puente de barcas en la confluencia del río Oglio con el Po, cerca de  Marcaria.

## La batalla
El 8 de septiembre, al toque de diana, el conde Médavy cruzó el río Oglio con 8000 soldados de infantería y 4000 de caballería alcanzando rápidamente Cerlongo y después Guidizzolo en donde las tropas se dispusieron para la batalla.
La caballería de reconocimiento imperial advirtió del movimiento de tropas a Federico d'Assia quien no dio crédito a la posibilidad de un ataque de Médavy. Sólo cuando llevaron ante él a tres prisioneros franceses capturados en una descubierta se decidió a ascender a la cima del monte Medolano desde donde pudo constatar que, a unos pocos kilómetros al Sudeste de su campamento, una larga columna de soldados hispano-franceses avanzaba por el Campo de Medole. Fue entonces, una vez confirmado el peligro, cuando el general Wetzel dispuso a toda prisa sus tropas para la batalla .     

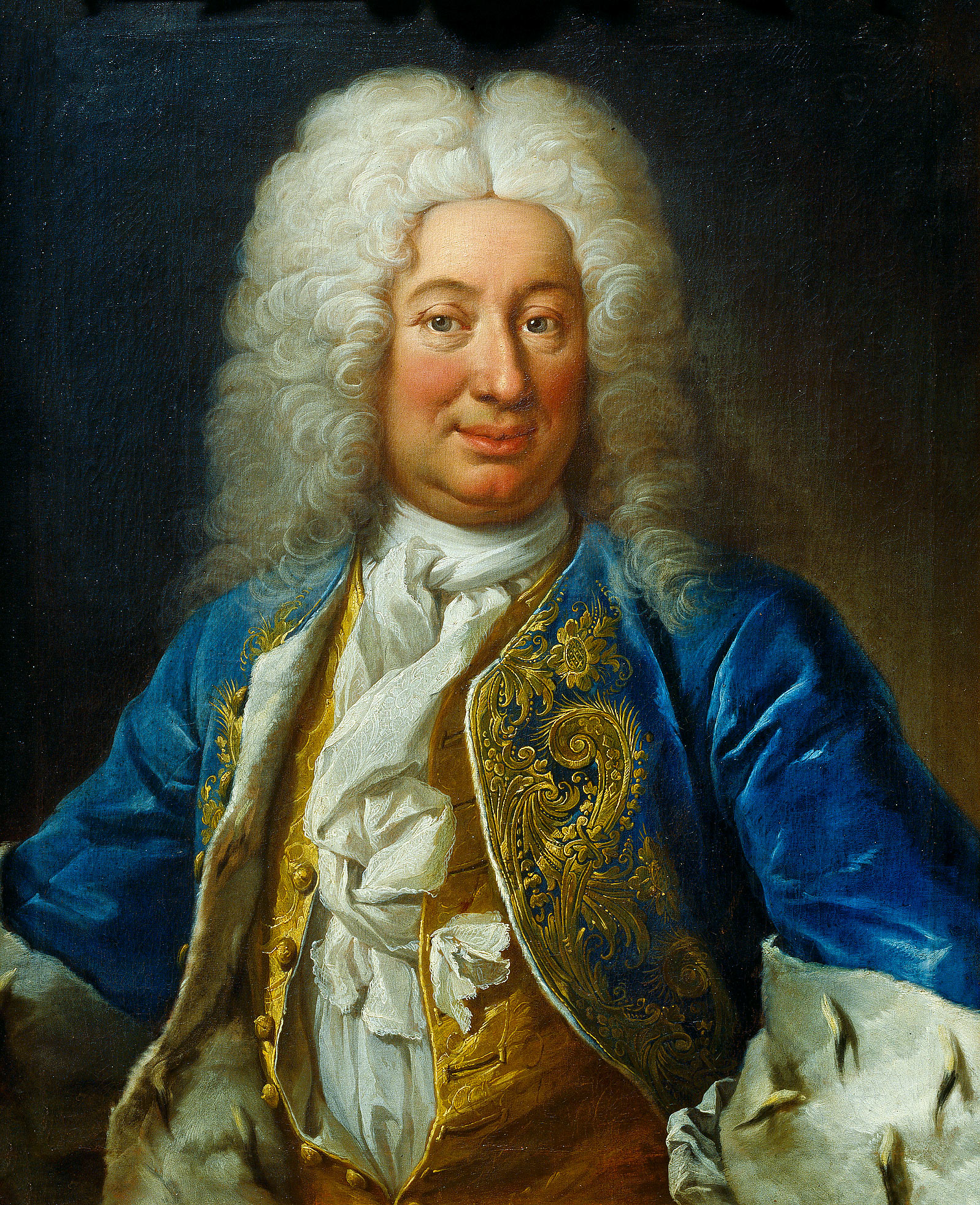
Federico I de Hesse-Kassel.

A las 14:00 horas dieron comienzo las hostilidades con un ataque de la primera línea hispano-francesa compuesta por infantes españoles apoyada por la artillería apostada en los flancos de la formación. La mayor experiencia de las tropas austriacas detuvo el ataque de los españoles presionándolos hasta la segunda línea hispano-francesa formada por veteranos franceses que obligaron a los imperiales a retirarse, aunque ordenadamente, bajo un escaso fuego de la artillería francesa.
Fue en este momento cuando Médavy demostró las buenas capacidad tácticas que poseía. Hizo avanzar a la infantería francesa obligando a la segunda línea imperial a recolocarse y a la artillería a orientarse de nuevo para poner al enemigo a tiro útil. Pero los temibles veteranos franceses aguantaron justo en el límite del alcance efectivo enemigo y en el desconcierto para reubicar la artillería dos regimientos de caballería francesa que habían pasado inadvertidos al príncipe Federico debido a la polvareda levantada por la infantería, se lanzaron al galope contra el ala izquierda del ejército imperial cuya artillería seguía ocupada en recolocarse y recargar.       
El arrollador ataque de la caballería francesa, apoyado por artillería, aplastó el flanco de la formación imperial provocando una caótica y desordenada retirada que dejó sobre el Campo de Medole casi 2.000 muertos (casi todos durante la retirada) y 2.000 prisioneros. Además, el botín para los franceses fue cuantioso recuperando 32 banderas, 14 piezas artilleras, carros de pólvora y armas de fuego aparte de equipamiento y aprovisionamientos diversos que los imperiales abandonaron en su rápida retirada de la Provincia de Brescia.    

## Después de la batalla
El día siguiente también se reconquistó Goito, pero la ventaja conseguida por esta brillante victoria hispano-francesa se vio empequeñecida debido a la aplastante derrota que sufrieron un día antes en el Asedio a Turín.
El conde Médavy mantuvo la defensa de Cremona y Mantua con el objetivo de bloquear una posible incursión imperial proveniente de los valle alpinos contra el centro y Sur de Italia, pero abandonaba Milán donde entraban los austriacos el 26 de septiembre de 1706. Tras la captura de Casale Monferrato lograda el 6 de diciembre por los saboyanos, los franceses buscando una mejor concentración de fuerzas abandonaron la fortaleza de Castiglione la cual minaron e hicieron saltar por los aires para evitar que fuera usada por los imperiales. Otras tropas francesas habían ocupado las principales ciudades de Italia central posibilitando una conexión con los 8.000 soldados españoles de Nápoles. 
Los imperiales, que tomaban Módena en febrero, estaban divididos en la forma de proceder. La Armada insistían en perseguir a los franceses en fuga por los Alpes y capturar la base naval francesa de Tolón para forzar la firma de la paz a Luis XIV de Francia. Sin embargo, José I de Habsburgo, era partidario de expulsar primero a Médavy lo que facilitaría sus planes para Italia, consistentes en arrebatar a los españoles sus posesiones de Nápoles y Cerdeña. El mismo Luis XIV sería quien le facilitara las cosas pues se encontraba desesperadamente escaso de tropas razón por la que inició unas negociaciones con José I para la apertura de un corredor en tierras italianas que le permitiera el retorno seguro a Francia de los ejércitos que allí permanecían. A pesar de las protestas anglo-holandesas, José I firmó en Milán el 13 de marzo de 1707, un acuerdo con los franceses que permitía al ejército de Médavy volver a Francia sin que fuera molestado, a través de Susa, que no fue ocupada por Saboya hasta septiembre de 1707. A cambio de ceder el castillo Sforzesco y las fortalezas de Castel Gavone, Garfagnana, Sestola, Mirándola, Sabbioneta y Valenza. Los imperiales ocupaban Mantua el 2 de abril y Cremona el 10. Abriendo la puerta del Sur de Italia al ejército austriaco del conde Wirich Philipp von Daun que llegó a las inmediaciones de Nápoles el 22 de junio y dos semanas más tarde las tropas españolas, cortados los suministros por mar y tierra, capitularon resistiendo solamente la ciudad de Gaeta hasta el 30 de septiembre. Sin embargo, la prevista toma de Tolón, con los franceses preparados y reforzados, resultó un fracaso para las tropas imperiales. Cerdeña sería ocupada rápidamente tras desembarcar los austracistas en agosto de 1708. Los borbones solo mantenía en Italia el Reino de Sicilia y Porto Longone.